# Judy Gunn
Judy Gunn, nascida Joan Winfindale (10 de fevereiro de 1915 — 19 de abril de 1991) foi uma atriz britânica da era do cinema mudo.